# Красноперекопский краеведческий музей
Красноперекопский краеведческий музей, ранее Красноперекопский исторический музей — краеведческий, исторический и этнографический музей города Красноперекопск. Основан в 1957 году.

## История
Музей основан в 1957 году как комната боевой славы Перекопа при клубе «Химик» по улице Менделеева № 7. Организаторами музея были Иван Васильевич Гекало — комиссар огневой бригады 51-й стрелковой дивизии, организаторы первых в районе колхозов Андрей Андреевич Зосименко и Андрей Романович Нечитайло. С 1964 года — городской исторический музей. Работал он на общественных началах. Заведовала им Е. Р. Исупова (Жукова), экскурсоводы Галина Полоскова, Валентин Малов, Павел Ивотский. Основные фонды музея в то время составляла коллекция экспонатов периода Гражданской войны 1920 года (первого штурма Перекопа) и периода Великой Отечественной войны (второго Штурма Перекопа). Экспонировалась диорама «Штурм Перекопа» художника И. С. Петрова и скульптора Р. В. Сердюка.
В 1965 году музей посетила Герой Советского Союза, разведчица М. К. Байда, местная уроженка и участница боёв 1941 года на Перекопе.
С музеем связана Почетный гражданин города Красноперекопска с 1987 года Галина-Жореса Ивановна Полоскова учитель, краевед. Свою жизнь она отдала изучению истории края, поиску ветеранов-участников боев на Перекопе. Работала на общественных началах в музее, вела экскурсии, читала лекции, возглавляла клуб «Подвиг», поддерживать переписку с 500 ветеранами ВОВ. В фондах музея архивы Галины Ивановны, подборки заметок с 1965 года с историей города и района, записи интервью и воспоминаний жителей города.
В 1964—1967 годах музеем заведовала Е. Жукова. В это время проводила археологические исследования Северо-крымская экспедиция Института археологии Академии наук УССР. Фонд музея пополнился археологическими находками эпохи энеолита и бронзы. Множество материалов о деятельности музея печаталось в местной газете «Фрунзевец». С 1968 года музей возглавила Воскобойникова Лидия Леонтьевна ветеран ВОВ, учитель. В эти годы музей был расширен и занимал три комнаты, помощь в оформлении залов оказали предприятия города, музей принимая экскурсии из других городов. С 1974 по 1986 музеем руководили Маливанская Л. А., Лапыгина Н. Д., Сычева Л. Б., Гусева А. Б. Лапыгина Надежда Денисовна — учитель Новопавловской школы, заведующая музеем, ответственный секретарь районной организации общества охраны памятников, заведующая отделом культуры.
С 1986 года в музей приходит Лев Петрович Кружко. После преподавания изобразительного искусства, он окунулся с головой в краеведение, которое не оставляет и по сей день, подготавливая материалы для новых книг. С 2009 года Л. П. Кружко — почетный гражданин города Красноперекопска.
 В настоящее время музей имеет статус муниципального, называется Муниципальное бюджетное учреждение культуры «Красноперекопский краеведческий музей» муниципального образования городской округ Красноперекопск Республики Крым. Директор с 2015 года — Сушко Ирина Анатольевна. Располагается экспозиция по адресу по адресу г. Красноперекопск, ул. Менделеева, д. 23.
С марта 2022 года в рамках Национального проекта «Культура» начат капитальный ремонт здания, экспозиция переехала в районный дом культуры.

## Экспозиция
В фонд музея входят коллекции археологии ямной и катакомбной культур, полученные в ходе раскопок древних курганов Северо-крымской экспедицией Института археологии Академии наук УССР, которые лежали на пути пролегания Северо-Крымского канала, артефакты скифского периода, Крымского ханства и Османской империи. Этнографическая коллекция представлена предметами быта переселенческих народов и крымских татар. Самой большой является коллекция, посвященная Великой Отечественной войне 1941—1945 годов — документы, фотографии, воспоминания ветеранов, предметы с полей сражений Крымской оборонительной и Крымской наступательных операций.
В отдельной комнате славы представлена выставка «Афганский излом» о воинах-интернационалистах района.
На сегодняшний день в фондах музея до 10 тысяч экспонатов, раскрывающих историю Северного Крыма от древних времен до современности.
Экскурсоводы музея также проводят выездные экскурсии на Перекопский вал и по местам боёв Сивашского плацдарма.

## Режим посещения
- Понедельник — пятница 8.00 −17.00[3].